# جوانا ساينز جارسيا
جوانا ساينز (بالإسبانية: Joana Sainz García)‏ (1989 - 2019)، هي مغنية وراقصة وكاتبة أغاني إسبانية. ولدت عام 1989 بمدريد ونشأت في مدينة سانتاندر مدينة ساحلية تقع على الساحل الشمالي لإسبانيا في منطقة كانتابريا.

## وفاتها
توفيت يوم 1 سبتمبر 2019 على خشبة المسرح خلال إحيائها حفلة، بعد أن صعقتها الألعاب النارية التي تم إشعالها على المسرح، كجزء من العرض الذي تقدمه.
وخلال وجودها على المسرح مع 14 فنانا آخر، ضمن فرقة "The Super Hollywood Orchestra"، في لاس بيرلاناس بإسبانيا، خرجت الألعاب النارية التي كانت تقف إلى جانبها جوانا، فاشتعلت النيران بجسمها، وبسرعة تم إسعافها إلى المستشفى، وماتت متأثرة بجروحها الخطيرة. وفتحت السُّلطات الإسبانية تحقيقا موسعا حول الحادثة، وتفاصيلها، وكيف حدثت، لمعرفة إن كان هناك خطأ معين في التنظيم.